# Kiss & Ride

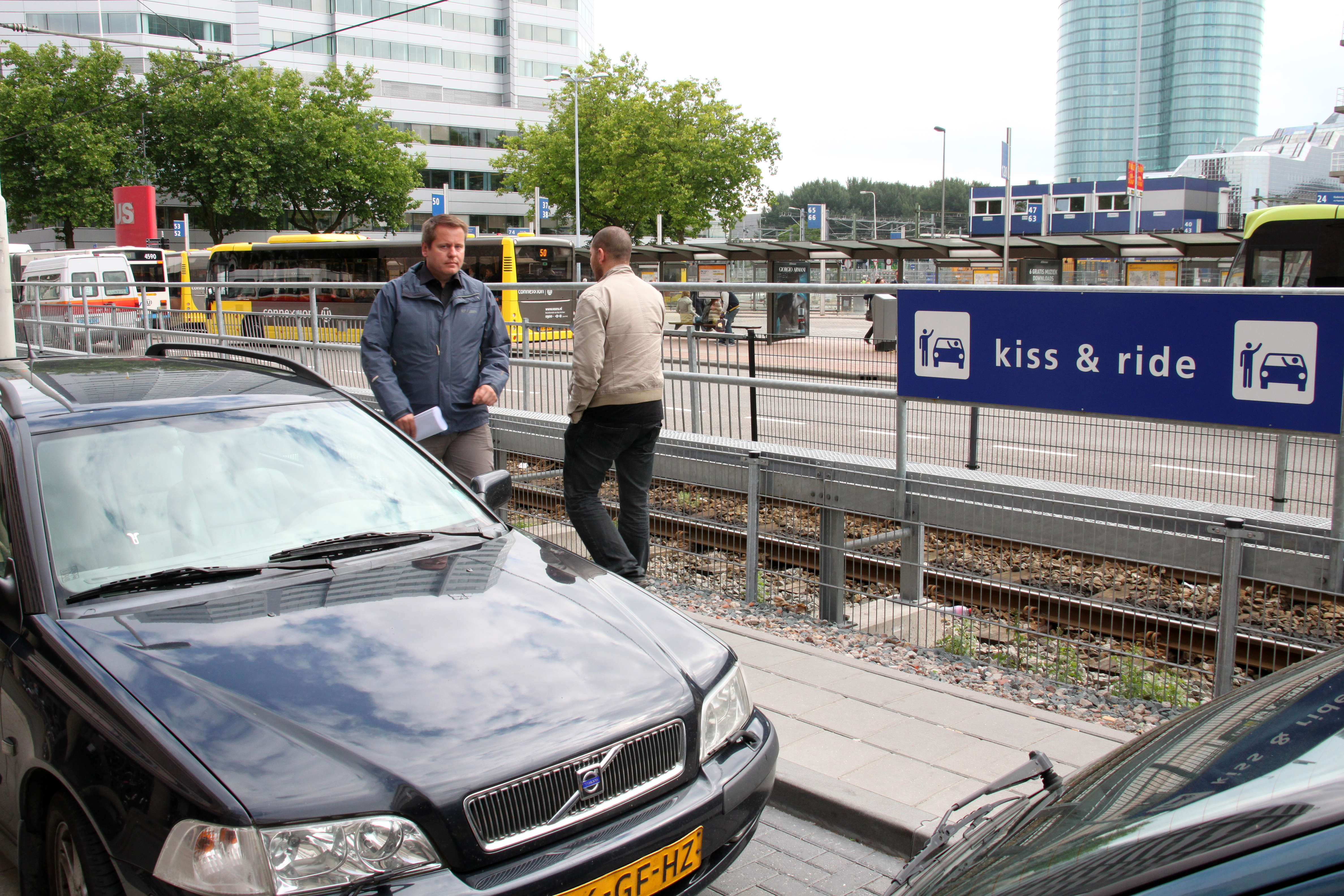
Kiss & Ride-voorziening bij station Utrecht Centraal.

Een Kiss & Ride is een kortparkeervoorziening dicht bij bijvoorbeeld een treinstation of basisschool. Ze worden daar gecreëerd om reizigers of schoolkinderen dicht bij de ingang tot het gebouw af te kunnen zetten of op te halen. 

## Belgische wegcode

Verkeersbord E1 duidt in België een parkeerverbod aan

Kiss & Ride is niet opgenomen in de Belgische wegcode. Het laten in- en uitstappen van personen valt onder "stilstaan" (niet parkeren). In deze zin is het in België geen parkeervoorziening, maar een deel van de openbare weg waar een parkeerverbod geldt en waar stilstaan (om personen in- en uit te laten stappen) meer expliciet is toegestaan. Dit wordt vaak aangeduid met aanvullende onofficiële borden onder het nodige verkeersbord E1 (parkeerverbod).

## Geschiedenis
De eerste publicaties over de Kiss & Ride stammen uit 1956, toen erover werd geschreven door een krant uit Los Angeles. In Nederland is de term in de jaren 90 opgedoken als korter en vlotter alternatief voor de Nederlandse bewoordingen ophalen en wegbrengen of drop and drive. Nog een alternatieve benaming is zoef & zoenzone.